# Woiwodschaft Livland

Wappen der Woiwodschaft. Die Initialen stehen für Sigismundus Augustus

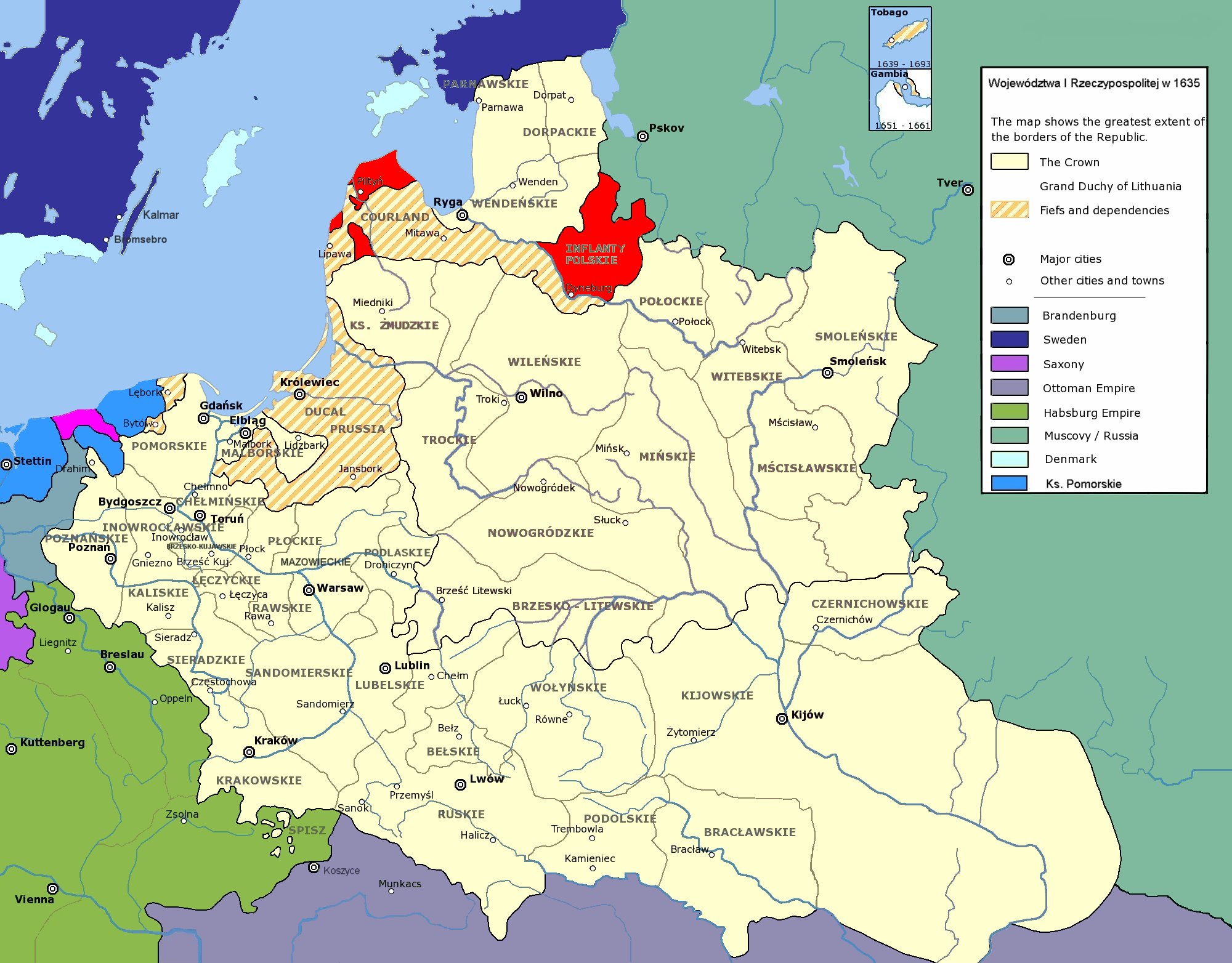
Die Woivodschaft Livland im Königreich Polen-Litauen in Rot. Das Gebiet nördlich davon zählt zu Schwedisch-Livland.

Die Woiwodschaft Livland (polnisch Województwo inflanckie oder Inflanty polskie), auch bekannt als Polnisch-Livland, war eine Verwaltungseinheit in der aristokratischen Republik Polen-Litauen, die 1621 aus der Woiwodschaft Wenden des Herzogtums Livland gebildet wurde und bis zur Ersten Polnischen Teilung 1772 Bestand hatte.
Die Woiwodschaft war der nach dem Krieg gegen Schweden 1621–1629 bei Polen-Litauen verbliebene Rest Livlands (poln. Inflanty), das 1561 unter polnische Oberhoheit gekommen war. Von polnischer Seite wurde die schwedische Oberhoheit über die anderen Teile Livlands erst im Vertrag von Oliva 1660 anerkannt.
Die Woiwodschaft behielt den Status des Herzogtums, zu keiner der Reichshälften Polen-Litauens zu gehören, sondern ein Kondominium beider zu sein.
Sitz des Woiwoden war Dünaburg (poln. Dyneburg, lett. Daugavpils).
Der Hauptteil der Woiwodschaft entspricht der heutigen Landschaft Lettgallen innerhalb Lettlands, die im Unterschied zum Rest des Landes wegen ihrer längeren Zugehörigkeit zu Polen-Litauen traditionell katholisch ist.
Das Gebiet Pilten (lett. Piltene) des ehemaligen Bistums Kurland wurde von 1617 bis 1656 als Teil des Herzogtums Livland verwaltet. Ab 1717 setzte Polen-Litauen die direkte Herrschaft gegenüber dem Herzogtum Kurland und Semgallen erneut durch. In dieser Zeit wurde das Gebiet von der Woiwodschaft Livland aus verwaltet.

## Woiwoden
- Przecław Leszczyński
- Alexander Morszlyn
- Jan Teodor
- Jerzy Płatem
- Otto Fryderyk Felkierzamb
- Jan Koss
- Jędrzej Głębocki
- Piotr Przebendowski
- Antozi Morsztyn
- Wilhelm Płatem
- Jan Borch
- Stanisław Brzostowski
- Jozafat (Jan) Zyberg
- Gaspar Rogaliński
- Adam Falkierzamb